# Hrabstwo Kingman

Piramida wieku hrabstwa

Hrabstwo Kingman – hrabstwo położone w USA w stanie Kansas z siedzibą w mieście Kingman. Założone 7 marca 1872 roku. Nazwa Hrabstwa pochodzi od Samuela Kingmana.

## Miasta
- Kingman
- Norwich
- Cunningham
- Zenda
- Nashville
- Spivey
- Penalosa

## Sąsiednie Hrabstwa
- Hrabstwo Reno
- Hrabstwo Sedgwick
- Hrabstwo Sumner
- Hrabstwo Harper
- Hrabstwo Barber
- Hrabstwo Pratt